# Kvarnsjön (Tuna socken, Småland)
Kvarnsjön är en sjö i Vimmerby kommun i Småland och ingår i Marströmmens huvudavrinningsområde. Sjön är 10,2 meter djup, har en yta på 0,275 kvadratkilometer och är belägen 104,2 meter över havet. Sjön avvattnas av vattendraget Marströmmen (Bodaån). Vid provfiske har bland annat abborre, björkna, gädda och löja fångats i sjön.

## Delavrinningsområde
Kvarnsjön ingår i det delavrinningsområde (638186-151773) som SMHI kallar för Inloppet i Tunasjön. Medelhöjden är 114 meter över havet och ytan är 7,26 kvadratkilometer. Räknas de 4 avrinningsområdena uppströms in blir den ackumulerade arean 78,57 kvadratkilometer. Avrinningsområdets utflöde Marströmmen (Bodaån) mynnar i havet. Avrinningsområdet består mestadels av skog (79 procent) och jordbruk (12 procent). Avrinningsområdet har 0,37 kvadratkilometer vattenytor vilket ger det en sjöprocent på 5,1 procent.

## Fisk
Vid provfiske har följande fisk fångats i sjön:
- Abborre
- Björkna
- Gädda
- Löja
- Mört
- Sarv
- Siklöja
- Sutare